# GitHub Copilot
GitHub Copilot – narzędzie przeznaczone dla programistów, które znacząco ułatwia proces tworzenia oprogramowania poprzez automatyczne podpowiedzi, sugestie kodu oraz analizę składni. Obsługuje popularne technologie takie jak Java, Scala, Kotlin, SQL, Spring, Dockerfile i wiele innych. Jest rozwijane przez firmę Microsoft. Narzędzie to jest oparte na sztucznej inteligencji i zostało stworzone w celu zwiększenia produktywności programistów i poprawienia jakości kodu źródłowego. Pracował nad nim Wojciech Zaremba.

## Funkcjonalności narzędzia GitHub Copilot
- Sugestie kodu: Narzędzie proponuje optymalne uzupełnienia kodu, uwzględniając kontekst i najczęstsze wzorce programistyczne.
- Generowanie kodu na podstawie komentarzy w języku naturalnym: GitHub Copilot tworzy fragmenty kodu na podstawie opisów w języku naturalnym, ułatwiając szybkie tworzenie funkcji.
- Tworzenie testów jednostkowych: Narzędzie wspomaga proces tworzenia testów jednostkowych poprzez generowanie szablonów testów dla klas i metod.
- Wsparcie czatu dla zapytań związanych z kodem: Copilot udziela odpowiedzi na pytania związane z kodem oraz udziela sugestii, pomagając programistom w rozwiązywaniu problemów.[2][3]